# Watertrapper
De watertrapper (Podica senegalensis) is een watervogel die qua vorm het midden houdt tussen een eend en een aalscholver uit de familie van fuutkoeten.

## Uiterlijke kenmerken
De vogel heeft helder oranje-rode poten en snavel. De onderzijde is wit, de rest van de vogel is grijsbruin met enige witte vlekken. Grootte: 40 centimeter van snavelpunt tot staartuiteinde. Een herkenbare roep ontbreekt.
Wanneer de vogel wordt achtervolgd, vlucht hij naar het vasteland.

## Habitat
De vogel is een schuwe bewoner van beboste rivieroevers. Zij vliegen maar weinig en maken daarbij vaak veel lawaai omdat ze dan met hun vleugels op het water slaan. Zij slapen meest op een tak die laag over het water hangt.

## Verspreiding
In het algemeen talrijk ten zuiden van de Sahara, verder in Zimbabwe, voormalig Transvaal, Zuid-Afrikaanse kust.
De soort telt 4 ondersoorten:
- P. s. camerunensis: van zuidelijk Kameroen tot Congo-Kinshasa.
- P. s. petersii: van Angola tot Mozambique, zuidelijk tot Zuid-Afrika.
- P. s. senegalensis: van Gambia en Senegal tot Nigeria en Ethiopië tot noordelijk Congo-Kinshasa, Oeganda en noordwestelijk Tanzania.
- P. s. somereni: Kenia en noordoostelijk Tanzania.

## Status
De watertrapper heeft een groot verspreidingsgebied en daardoor is de kans op de status  kwetsbaar (voor uitsterven) niet zo groot. Het leefgebied van de soort wordt echter bedreigd ontbossingen langs rivieren en het onttrekken van rivierwater voor agrarisch gebruik. Verder wordt er in Nigeria jacht op de vogel gemaakt voor gebruik in traditionele medicijnen. De soort gaat daardoor in aantal achteruit. Echter, het tempo ligt onder de 30% in tien jaar (minder dan 3,5% per jaar).  Om deze redenen staat de watertrapper als niet bedreigd op de Rode Lijst van de IUCN.